# تشارلز أليكساندر
تشارلز أليكساندر (بالفرنسية: Charles Alexandre)‏ هو معجمي فرنسي، ولد في 17 فبراير 1797 في أميان في فرنسا، وتوفي في 6 يونيو 1870 في باريس في فرنسا.